# 敦賀地域鉄道部
敦賀地域鉄道部（つるがちいきてつどうぶ）は、福井県敦賀市の敦賀駅構内に設置されていた西日本旅客鉄道（JR西日本）の地域鉄道部。

## 概要
国鉄時代は敦賀第一・第二機関区であった。民営化に伴い、2つの機関区組織を敦賀機関区として統合した上車両検修部門および旅客関係の乗務員部門が敦賀運転所として独立し、JR西日本の所属となった（敦賀機関区はJR貨物に所属）。鉄道部制度の発足後は福井地域鉄道部の一組織となり、敦賀運転センターとなっていた。その後、2010年に敦賀地域鉄道部が発足し、小浜鉄道部を合併して現在に至る。
敦賀駅、小浜駅、敦賀運転センター、敦賀施設管理センター、敦賀施設管理室、小浜施設管理室、敦賀電気管理センターから構成される。
2008年度の組織変更以降、福井県内のJR現業機関は、北陸本線の県内全区間と越美北線を管轄する福井地域鉄道部と、小浜線を管轄する小浜鉄道部の2鉄道部制となっていた。しかし、2010年6月1日に行われた組織改正により、敦賀駅・敦賀運転派出・敦賀施設管理室は福井地域鉄道部と切り離して、小浜鉄道部と合併し、敦賀地域鉄道部が新設された。
これにより、福井県内のJR現業機関は、県嶺北エリアの福井地域鉄道部と県嶺南エリアの敦賀地域鉄道部の2鉄道部制となった。
2024年春の北陸新幹線の敦賀駅延伸に伴う北陸本線敦賀以東の経営分離に伴い、福井地域鉄道部とともに廃止されることが決まったが、敦賀運転センターは敦賀列車区、保線部門は敦賀保線区、電気部門は敦賀電気区に改組し、残りは支社直轄の体制に移行する。

### 管轄路線
- 北陸本線：南今庄 - 近江塩津（ただし、南今庄駅は福井地域鉄道部の管轄、近江塩津駅は近畿統括本部の直轄）[6]間
- 小浜線：全線（ただし、東舞鶴駅は近畿統括本部の直轄）

## 乗務範囲
敦賀地域鉄道部所属の乗務員は鉄道部内の「敦賀運転センター」に所属している。

### 運転士
- 連絡線：宮原(操) - 大阪間
- JR京都線：大阪 - 山科間
- 湖西線：山科 - 近江塩津間
- 北陸本線：米原 - 敦賀間
- 小浜線：全区間
- 舞鶴線：東舞鶴 - 西舞鶴間

### 車掌
- 北陸本線：米原 - 敦賀間
- 湖西線：近江今津 - 近江塩津間
- 小浜線：全区間
- 特急サンダーバード(大阪ー敦賀)
- 特急しらさぎ（米原ー敦賀)

## 過去の車両配置
かつては敦賀運転センター車両管理室を設置していたが、2021年4月に金沢総合車両所に移管して金沢総合車両所敦賀支所となっているため車両の配置はない。
2021年4月1日時点の所属車両は以下のとおりであった。
| 電車 | 気動車 | 機関車 | 貨車 | 合計 |
| ---- | ------ | ------ | ---- | ---- |
| 24両 | 9両    | 3両    | 5両  | 41両 |

### 電車
- 125系電車（14両）
  - ワンマン運転対応で、1両編成（F編成）14本、合計14両が所属している。うち8両は福知山電車区から転属したものである。
  - 小浜線と舞鶴線の東舞鶴 - 西舞鶴間の普通列車で運用されていた。

- 521系電車（10両）
  - 2両編成（E編成）5本、合計10両が所属している。2020年3月14日付で金沢総合車両所から転入した。
  - 北陸本線の米原 - 福井間と湖西線の近江今津 - 近江塩津間で運用される他、小浜線に代走で運用に就くこともある。
  - 2016年4月1日時点ではワンマン運転対応の2両編成（E編成・J編成）24本、合計48両が所属していたが、2017年3月4日付で全車金沢総合車両所へ転出した。
  - 2015年2月 - 3月にはIRいしかわ鉄道の実質的な新造編成2本（55/J20 → IR04・56/J21 → IR05）が開業までの35日間本区に所属していたが、この間JRでの営業運転には使用されなかった。

### 気動車
- キハ120形気動車（5両）
  - ワンマン運転に対応した200番台5両が所属しており、越美北線と北陸本線福井 - 越前花堂間で運用されている。
  - 新製当初200番台は6両が所属していたが、キハ120-206は2001年頃に木次鉄道部へ転属している[9][要出典]。
  - 地域統一色5両になっており、オリジナル色は消滅している[10]。
- キヤ143形気動車（4両）
  - 2014年新製の2両と、2016年新製の1両、2017年新製の1両の計4両が所属している[11]。
  - 事業用気動車でラッセル車として使用される。

### 機関車
- EF81形電気機関車（3両）
  - 0番台3両が所属している。
  - 3両とも寝台特急「トワイライトエクスプレス」の牽引に使用されていた。「トワイライトエクスプレス」牽引用であった4両（2017年廃車の1両を含む）は、塗色を同列車の緑2号に黄色を配したものに改め、連結器を密着自動連結器に交換、緩衝器も交換し、乗り心地の向上を図っている。また、2015年（平成27年）4月30日付で京都鉄道博物館への展示保存として103号機は廃車扱いになっている[12][13]。2017年（平成29年）3月31日付で「トワイライトエクスプレス」牽引用であった43号機と一般機の106号機・108号機は廃車された[11]。
  - 東日本旅客鉄道（JR東日本）管内で使用されるATS-Ps型を装備している車両もある。

### 貨車
- ホキ800形貨車（5両）
  - バラスト輸送用ホッパ車で5両が所属しており、敦賀駅・南福井駅常駐となっている。

### 移管以前に所属を離れた車両
- 419系電車
  - 3両編成（D編成）1本が所属していたが、2011年3月12日のダイヤ改正で運用を外れ、2012年9月29日付で廃車された[14]。
- DE15形ディーゼル機関車
  - 2016年4月時点では1両 (1532) が所属していたが、2017年3月4日付で金沢総合車両所富山支所へ転出した[11]。
- DD15形ディーゼル機関車
  - 2016年4月時点では1両 (10) が所属していたが、2017年3月31日付で廃車された[11]。
- DE10形ディーゼル機関車
  - 2017年4月時点では1両 (1119) が所属していたが、2017年5月16日付で金沢総合車両所富山支所へ転出した[15]。

## 歴史
- 2010年（平成22年）6月1日 - 福井地区の鉄道部体制見直しにより、福井地域鉄道部の一部区間の組織と小浜鉄道部とが統合して発足。
- 2021年（令和3年）4月1日 - 敦賀運転センター車両管理室を金沢総合車両所（2024年3月改組により現在の金沢車両区）に移管し、車両検修部門は同所の敦賀支所となり、敦賀地域鉄道部と切り離された。
- 2024年（令和6年）3月16日 - 北陸新幹線の金沢駅 - 敦賀駅間延伸と同時に廃止。敦賀運転センターは敦賀列車区、保線部門は敦賀保線区、電気部門は敦賀電気区に改組。敦賀駅・小浜駅など従前の所属各駅は支社直轄化。[5]。